# تپه گندم بان (حبیب وند)
تپه گندم بان (حبیب وند) مربوط به دوران پیش از تاریخ ایران باستان تا دوران‌های تاریخی پس از اسلام است و در شهرستان دلفان، روستای حبیب وند گندم بان واقع شده و این اثر در تاریخ ۵ آذر ۱۳۸۰ با شمارهٔ ثبت ۴۳۸۴ به‌عنوان یکی از آثار ملی ایران به ثبت رسیده است.